# Gemini Suite Live
A Gemini Suite Live Jon Lord által szerzett szvit, amit a Deep Purple és a Light Music Society Malcolm Arnold által vezényelt zenekara adott elő 1970-ben – ez az egyetlen előadása volt csak. Gemini szvit az egy évvel korábbi Concerto for Group and Orchestra folytatásának tekinthető. Öt tételt tartalmazott teret biztosítva az együttes öt tagjának.
Bár sikeres album lehetett volna, nem jelent meg akkoriban. A Concerto sikere után a Deep Purple-t nagyzenekarral játszó együttesként kezdték emlegetni, és a zenekar (de főleg Blackmore) el szerette volna kerülni. Az 1970 nyarán megjelent In Rock sikere miatt úgy döntöttek, nem kanyarodnak vissza a régi irányvonalhoz. A szvit csak 1972-ben jelent meg, igaz nem a Deep Purple név alatt, hanem Jon Lord szólólemezeként (Gemini Suite), így Blackmore és Gillan nem is játszott rajta. A Purple-féle verzió csak 2003-ban jelent meg.

## Számok listája
1. First Movement: Guitar, Organ – 17:23
2. Second Movement: Voice, Bass – 10:19
3. Third Movement: Drums, Finale – 16:52

- Néhány kiadáson rosszul szerepel az első és második szám címe (mint: gitár, ének és orgona, basszusgitár).

## Előadók
- A Light Music Society zenekara Malcolm Arnold vezényletével
- Ritchie Blackmore – gitár
- Jon Lord – orgona
- Ian Gillan – ének
- Roger Glover – basszusgitár
- Ian Paice – dob